# Taeyeon
Kim Tae-yeon (hangul: 김태연; hanja: 金泰耎; rr: Gim Tae-yeon; MR: Kim T'aeyŏn; Jeonju, 9 de março de 1989), conhecida mononimamente como Taeyeon (hangul: 태연; hanja: 太妍; rr: Tae-yeon; MR: T'ae-yŏn), é uma cantora e compositora sul-coreana. Ela estreou como integrante do grupo feminino Girls' Generation em agosto de 2007, que tornou-se um dos atos musicais mais bem sucedidos da Coreia do Sul e um dos grupos de K-pop mais conhecidos mundialmente. Ela também participou de outros projetos da SM Entertainment, incluindo Girls' Generation-TTS, SM the Ballad, Girls' Generation-Oh!GG e o supergrupo Got the Beat.
Em 2015, Taeyeon lançou seu primeiro extended play (EP), intitulado I, cujo faixa-título atingiu o topo da parada sul-coreana Gaon Digital Chart. No ano seguinte, ela lançou o single "Rain", como parte do projeto SM Station, que também liderou a tabela e seu segundo EP Why, que atingiu o topo da Gaon Album Chart. Seu álbum de estreia, My Voice, foi lançado em 2017 e incluiu os singles "11:11", "Fine" e "Make Me Love You", os quais atingiram o top cinco da tabela digital sul-coreana. Taeyeon ingressou no cenário musical japonês em 2018 com o single digital "Stay", seguido do EP Voice (2019). Seu segundo álbum de estúdio Purpose (2019) incluiu a canção número um "Four Seasons" e "Spark", que alcançou o top cinco. Seu terceiro álbum de estúdio INVU (2022) apresentou a faixa-título que conquistou o topo da tabela sul-coreana, bem como os singles "Weekend" e "Can't Control Myself", que alcançaram o top dez.
Na televisão, Taeyeon integrou o elenco principal dos reality shows We Got Married (2009), Begin Again (2019) e foi anfitriã de Queendom 2 (2022). Ela é atualmente integrante do elenco de Amazing Saturday (2020–presente). Adicionalmente, ela gravou canções para trilhas sonoras de diversos dramas televisivos e filmes, incluindo "If" de Hong Gil-dong (2008), "Can You Hear Me" de Beethoven Virus (2008) e o grande sucesso "All About You" de Hotel del Luna (2019).
Tendo vendido mais de um milhão de álbuns físicos e 20 milhões de singles digitais até 2021, Taeyeon é uma das solista mais bem sucedidas na Coreia do Sul. Ela recebeu diversos prêmios e indicações ao longo dos anos, incluindo seis Golden Disc Awards, seis Seoul Music Awards, cinco Circle Chart Music Awards, quatro Melon Music Awards e quatro Mnet Asian Music Awards.

## Vida e carreira

### 1989–2007: O começo de sua carreira
Kim Taeyeon nasceu no dia 9 de março de 1989, em Jeonju, Coreia do Sul. Sua família é constituída pelos seus pais, seu irmão mais velho e sua irmã mais nova. Com treze anos, Taeyeon descobriu o seu talento para cantar. Durante os seus anos no ensino médio, ela estava treinando na SM Academy e ia de Jeonju para Seoul todos os domingos para treinar o seu vocal. Em 2004, o seu antigo instrutor vocal Jung Sun Won, mais conhecido como The One, queria mostrar o potencial de Taeyeon e deu-lhe a chance de experimentar as suas técnicas vocais e  estreou o single "You Bring Me Joy" com a participação da jovem cantora. Mais tarde, ela ganhara em primeiro lugar no SM Youth Best Competition e, oficialmente, conseguira um contrato com a SM Entertainment. Taeyeon continuou treinando na SM Entertainment, debutando em seguida como integrante do Girls' Generation, em 2007. Em 2008, ela se graduou na Jeonju Art High School, ganhando o prêmio escolar Lifeyime Achievement Award. Durante a época de pre-debut, Taeyeon se inspirou na cantora BoA para se tornar uma artista. Na mesma época, ela disse que queria ser ela mesma e ter atividades no Japão e em todo o mundo, o que se tornou verdade quando Girls' Generation debutou no Japão em 2010.

### 2007–11: Girls' Generation e canções solo
Em julho de 2007, Taeyeon debutou como membro do girl group sul-coreano Girls' Generation. Junto com as atividades no Girls' Generation, Taeyeon também fez algumas aparições como solo. Em 2008, Taeyeon lançou duas músicas: "If" para o drama da KBS2, Hong Gil Dong e "Can You Hear Me" para o drama da MBC, Beethoven Vírus. A música "If" se torno popular em várias paradas musicais, com Hankyung dizendo: "Taeyeon tem uma voz excepcional e com um tom triste." Enquanto "Can You Hear Me" recebeu o prêmio YEPP Popularity Award no 2008 Golden Disk Awards. Em uma entrevista de 2014, Taeyeon descreveu a música como uma das que ela mais teve dificuldade de cantar, explicando que a introdução teve de ser feita como se alguém estivesse falando ao invés de cantar. No mesmo ano, em 2008, Taeyeon também fez um dueto chamado "7989" com outro artista da SM, Kangta. Esse dueto foi uma das faixas do álbum do Girls' Generation, cujo tem o mesmo nome do grupo.

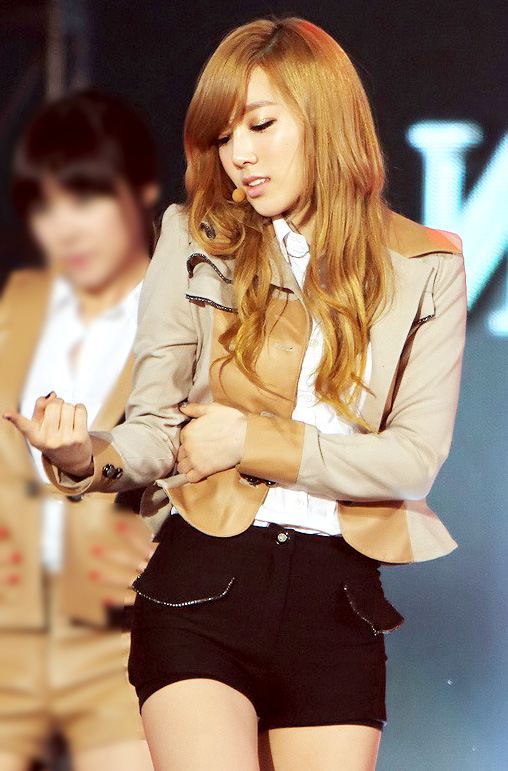
Taeyeon no Nonghim Love Sharing Concert em novembro de 2011.

Em abril de 2008, Taeyeon se tornou a DJ do programa da MBC Radio, Kangin Taeyeon's Chin Chin Radio junto com outro artista da SM, o integrante do Super Junior, Kangin. Depois de Kangin deixar o programa em abril de 2009, o nome mudou para Taeyeon's Chin Chin Radio e Taeyeon se tornou uma apresentadora independente e continuou até abril de 2010. Ela ganhou o apelido "DJ Taengoo" enquanto apresentava o programa.
Em janeiro de 2009, Taeyeon apareceu no programa de televisão We Got Married junto com Jeong Hyeong-don, atualmente apresentador "Doni" do Weekly Idol. Eles interpretaram um casal, vendo como seria a vida se eles estivessem realmente casados. Com as notícias anunciando isso, os netizens sul-coreanos começaram a falar sobre a diferença de 11 anos de idade entre os dois. Taeyeon participou da música "S.E.O.U.L" (junto com o Super Junior e Girls' Generation) que, na verdade, foi uma música para promover o turismo da cidade de Seul, na Coreia do Sul. Em setembro de 2009, Taeyeon lançou a música "It's Love", um dueto com sua colega de grupo, Sunny, para o drama da MBC, Heading to the Ground.
De fevereiro para agosto de 2010, Taeyeon se tornou uma co-apresentadora para o programa da KBS2, Win Win junto com Wooyoung do 2PM, Choi Hwa-jung, Kim Shin-young e Kim Seung-woo. No dia 7 de maio de 2010, ela teve o seu debut no teatro musical, tendo o papel principal em Midnight Sun, cujo é baseado na novela japonesa Taiyō no uta por Aya Denkawa. O musical fala sobre Kaoru Amane, uma garota de 17 anos que sofre de xerodermia pigmentosa, o que a impede de sair durante o dia. Ela continua com esperanças escrevendo músicas e cantando todos as noites na estação de trem; Ela também aprendeu a tocar violão para a interpretação. Quando pensa em sua experiência, Taeyeon disse que achara musicais um pouco difíceis, citando sua concentração fraca para atuar e cantar ao mesmo tempo.
Ainda em 2010, Taeyeon lançou um dueto, "Like A Star", com o seu antigo mentor The One, junto, também, com uma música solo, "I Love You", para o drama da SBS, Athena: Goddess of War. Essa música conseguiu a primeira posição na parada musical da Gaon, e a outra conseguiu a segunda posição. Em 2012, Taeyeon participou de um dueto chamado "Different" com Kim Bum-soo; a música conseguiu o segundo lugar.  Os dois se encontraram novamente, dis anos depois, para gravar outra colaboração, chamada "Man and Woman".

### 2012–14: TaeTiSeo e SM The Ballad
Taeyeon e sua colega de grupo, Seohyun, participaram do elenco para a versão coreana do filme Meu Malvado Favorito (2010) e sua sequência Meu Malvado Favorito 2 (2013). Elas dublaram as vozes de Margo e sua irmão mais nova, Edith, respectivamente. Em março de 2012, lançou o single "Missing You Like Crazy" para o melodrama da MBC, The King 2 Hearts, a música conseguiu décimo lugar na parada musical da Gaon e no Korea K-Pop Hot 100. O produtor da música, Park Hae-woon, descreveu:
"Taeyeon é uma cantora que ainda tem um longo periodo pela frente . Ela entendeu a música na sua totalidade mas precisa de mudar sua atitude na forma como se expressa. Embora esta canção exige a nota mais baixa que uma cantora pode produzir, Taeyeon tem talento para a conseguir alcançar."

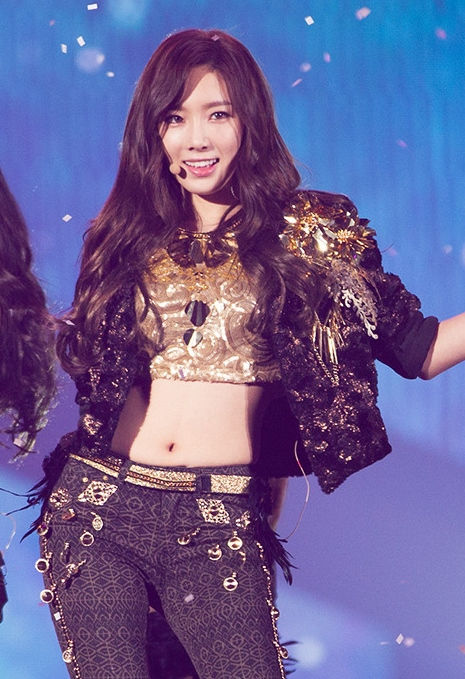
Taeyeon no SBS Gayo Daejeon em 29 de dezembro de 2013

O cantor teve que, anteriormente, baixar a oferta para a música depois de ver a agenda lotada de Taeyeon com o Girls' Generation. No entanto, ela disse ao diretor Lee Pil-ho, dizendo que eles iriam colaborar juntos de novo depois de trabalhar com ele a OST de Beethoven Vírus. A música acabou por ser escolhida como melhor e mais popular trilha sonora no 2012 Seoul Drama Awards. No mesmo ano, outra música, "Closer", foi lançada para o drama da SBS, To the Beautiful You.

Em maio de 2012, Taeyeon, junto com suas colegas de grupo, Tiffany Hwang e Seohyun, formaram uma sub-unit chamada Girls' Generation-TTS (ou TaeTiSeo), lançando o primeiro mini-álbum do grupo, intitulado de Twinkle. O grupo tem um conceito diferente do Girls' Generation, tendo como objetivo chamar a atenção dos fãs com todos os aspectos da música, performance e moda.  As três cantoras também se tornaram apresentadoras para o show de música da MBC, Show! Music Core, de fevereiro de 2012 até abril de 2013.
Em janeiro de 2013, Taeyeon voltou para MBC como uma DJ convidada para o programa de Shindong, Shimshimtapa, junto com Tiffany.  As duas cantoras também tem um dueto "Lost in Love", qual foi uma das faixas do quarto álbum coreano do Girls' Generation, I Got a Boy. Em 13 de março de 2013, Taeyeon lançou a música "And One" para o drama da SBS, That Winter, the Wind Blows, qual conseguiu o topo na parada musical Korea K-Pop Hot 100 de Billboard e a segunda posição na parada músical da Gaon. A música foi escrita e composta por Kangta. Em julho de 2013, Taeyeon emprestou sua voz para a música "Bye" para o filme Mr. Go. A música, por sua vez, não foi um sucesso nas paradas musicais.
Em fevereiro de 2014, Taeyeon se juntou ao grupo de balada SM The Ballad, inicialmente formado pela SM Entertainment em 2010. No segundo álbum do grupo, ela teve um dueto com Jonghyun para a faixa "Breath" e um solo, "Set Me Free". "Breath" também foi trilha sonora do mini-drama da Mnet, Mimi. Em março de 2014, Taeyeon gravou a música "Colorful" para a campanha de JTBC, "The World Is More Beautifil Because We're Different".
Em 30 de maio de 2014, ela lançou "Love, That One Word" para o drama da SBS, You're All Surrounded, ficando na décima posição das paradas musicais. Na metade do ano, Taeyeon começou a se concentrar em suas atividades no TaeTiSeo. Elas lançaram o single, "Holler", em setembro de 2014; o mini-álbum debutou na primeira posição na Billboard World Albums e na Gaon's Weekly Chart. Taeyeon teve a responsabilidade de selecionar as músicas do álbum. Durante o período de promover o álbum, as três cantoras apareceram no reality show, The TaeTiSeo, do OnStyle.

### 2015–16: Estreia solo oficial,Whye "11:11"
Em fevereiro de 2015, ela participou do videoclipe da música "Shake That Brass" de Amber Liu para sua estréia solo. Amber revelou que ela perguntou pessoalmente a Taeyeon se ela poderia colaborar na música.
Em setembro de 2015, Taeyeon lançou uma nova versão da música "Scars Deeper Than Love" em um dueto com Yim Jae-beom. Um mês depois, Taeyeon debutou oficialmente como uma artista solo com seu primeiro EP, intitulado I, tendo um single com o mesmo nome. Seu irmão mais velho, Jiwoong, fez uma pequena aparição no videoclipe. O single tem a participação do rapper Verbal Jint. No mesmo mês e ano, Taeyeon teve o seu primeiro concerto chamado "Taeyeon's Very Special Day" no SM COEX Artium.  O canal OnStyle, o mesmo que produziu The TaeTiSeo, foi responsável por dar à Taeyeon mais um espaço solo, com o programa Taeng9Cam (ou Taengoo Cam), cuja finalidade é mostrar o dia-a-dia de Taeyeon durante sua estreia. No segundo episódio do programa, as meninas do Red Velvet, Wendy e Seulgi, fizeram uma aparição especial. Em 24 de novembro de 2015, o rapper Verbal Jint lançou seu single intitulado "If the World was a Perfect Place (세상이 완벽했다면)" com a participação de Taeyeon.  No final do ano, em dezembro, Taeyeon ganhou o prêmio de "Best Female Artist" no 17th Mnet Asian Music Awards.

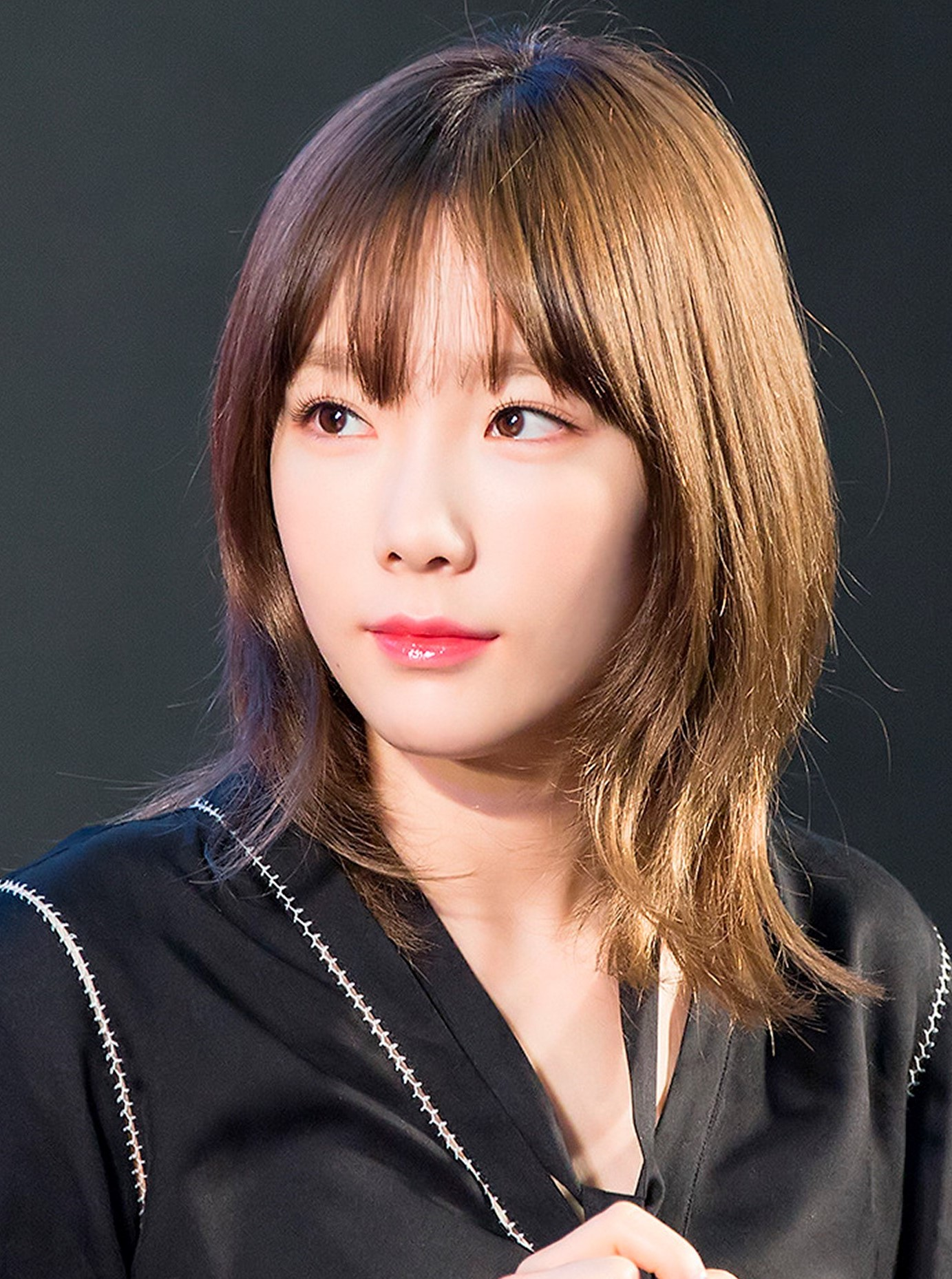
Taeyeon em um fansigning, 18 de novembro de 2016.

Em janeiro de 2016, Taeyeon fez uma nova participação, no single "Don't Forget" do cantor Crush. A música foi composta por Zion T., que tem uma melodia elegante. Em 3 de fevereiro, a cantora abriu o novo projeto da SM Entertainment chamado SM Station com seu novo single solo intitulado "Rain", sendo o primeiro single do projeto.
Em abril de 2016, Taeyeon lançou uma nova versão da música "Blue Night of Jeju Island" para a água mineral da marca Samdasoo. A música conseguiu encabeçar várias listas de músicas fazer uma promoção. Em 13 de maio de 2016, foi anunciado que Taeyeon foi escolhido como o modelo de promoção para o videogame MMORPG da Kakao, Sword and Magic e para o remake da música "Atlantis Princess" por seu parceiro BoA. Ela também realizou seu primeiro concerto solo, "Butterfly Kiss" em Seul, de 9 a 10 de julho e em Busan, de 6 a 7 de agosto.
No dia 23 de junho, foram lançados os teasers para o novo single de Taeyeon intitulado "Starlight", com a participação de Dean. No dia 24, dia em que foi lançado o single, foi anunciado que Taeyeon estaria lançando seu segundo EP, Why, no dia seguinte, foi lançado o teaser do single que contém o mesmo nome do álbum, já no dia 27 foi lançado o segundo teaser. No dia 28, foi lançando o EP Why, e no mesmo dia foi lançado o single com o mesmo nome, que alcançou o primeiro lugar nos charts coreanos.
Depois de gravar "All With You" para o drama Moon Lovers: Scarlet Heart Ryeo da SBS, lançou o single, "11:11", em novembro de 2016. Ela alcançou o número dois na Gaon Digital Chart e foi eleita pela Billboard como a sétima melhor música K-pop do ano. Descreveu o single como "uma música fácil de se lembrar e lembrar do outono", mais tarde ele revelou uma versão acústica da música no YouTube. Com seu trabalho de 2016, ela foi homenageada por The Dong-a Ilbo como "Voz do ano", "Cantora do ano" e "Artista mais trabalhadora". Ela ganhou pela segunda vez o prêmio de "Best Female Artist" no Mnet Asian Music Awards de 2016.

### 2017–presente:My Voice, debut japonês ePurpose
O primeiro álbum de estúdio de Taeyeon, My Voice, foi lançado em 28 de fevereiro de 2017 em conjunto do single "Fine". Tanto o álbum quanto a música foram bem recebidos, estreando no topo da parada de álbuns e digital da Gaon, respectivamente. Uma edição deluxe do álbum foi lançada em 5 de abril de 2017, contendo quatro faixas adicionais, incluindo o single "Make Me Love You", que alcançou a 4ª posição na parada digital da Gaon. Em maio, embarcou em sua primeira turnê na Ásia, que recebeu o nome Persona.
Em dezembro de 2017, lançou This Christmas: Winter Is Coming, um EP de temática natalina, juntamente do single "This Christmas". Hong Dam-young do The Korea Herald descreveu-o como o álbum de Natal com as melodias mais sofisticadas do ano. Para divulgá-lo, Taeyeon realizou um concerto de três dias que recebeu o nome The Magic of Christmas Time.
Em junho de 2018, Taeyeon embarcou em uma turnê no Japão, intitulada Japan Showcase Tour. É exclusivo para os membros japoneses do fanclub oficial da SM Entertainment. No mesmo mês, o recorde do cantora anunciou que Taeyeon faria seu primeiro retorno do ano com o lançamento de Something New, seu quarto mini-álbum. Em 18 de junho, Kim lançou o EP, que contém cinco músicas, incluindo o single de mesmo nome. No dia 30 do mesmo mês, a cantora faz sua estréia solo japonesa com o single "Stay".
Em agosto de 2018, Taeyeon e MeloMance colaboraram na faixa "Page 0" para a terceira temporada da SM Station, marcando a segunda participação de Taeyeon no projeto. No mesmo mês, Taeyeon foi anunciada como parte do segundo sub-grupo do Girls' Generation, Oh!GG, que consiste nas cinco integrantes do grupo que permaneceram na SM Entertainment; o quinteto lançou seu primeiro single, "Lil' Touch" em setembro. Em 12 de outubro, foi anunciado que a turnê de Taeyeon iria para a AsiaWorld Expo Arena de Hong Kong, fazendo dela a primeira artista solo feminina sul-coreana a realizar um show solo no local. Shows adicionais de sua turnê foram anunciados no início de 2019 e aconteceram na Jamsil Arena em Seul nos dias 23 e 24 de março.
Taeyeon lançou o single digital "Four Seasons" junto da b-side "Blue" em março de 2019. "Four Seasons" alcançou o número seis na Billboard World Digital Songs e liderou o Gaon Digital Chart da Coréia do Sul por duas semanas consecutivas. A música foi recebeu certificado de platina pela Korean Music Content Association por ter tido mais de 100 milhões de streams. Em abril de 2019, Taeyeon embarcou em sua primeira turnê pelo Japão, ~Signal~, que se iniciou em 13 de abril na cidade de Fukuoka. Posteriormente, ela lançou seu primeiro EP em japonês, Voice, em 13 de maio. Taeyeon então contribuiu com seus vocais para "Angel" de Chancellor e "A Train to Chuncheon" de Yoon Jong-shin, como parte de seu projeto "Hello 30". A música foi originalmente gravada por Kim Hyun-chul em 1989. Em julho de 2019, Taeyeon apareceu como parte do elenco principal no reality show da JTBC Begin Again e se apresentou em Berlim e Amsterdã. Ela também gravou "All About You" para o drama de televisão da tvN Hotel Del Luna; a música liderou o Gaon Digital Chart por duas semanas consecutivas.
Taeyeon lançou seu segundo álbum de estúdio, Purpose, em 28 de outubro de 2019.  O álbum alcançou o segundo lugar na Coreia do Sul e originou o single "Spark", que alcançou o segundo lugar no Gaon Digital Chart. O álbum foi re-lançado em 15 de janeiro de 2020, apresentando três faixas bônus, incluindo o single "Dear Me". Para promover seus lançamentos recentes, Taeyeon embarcou em sua terceira turnê pela Ásia, que começou em Seul em 17 de janeiro de 2020. No entanto, o resto da turnê foi cancelado devido à pandemia do COVID-19, bem como sua segunda turnê no Japão, que iria visitar oito cidades diferentes.

### 2020–presente: Sucesso contínuo,What Do I Call YoueINVU
Em 9 de março de 2020, Taeyeon programou o lançamento do single digital "Happy" em comemoração ao seu aniversário. No entanto, ela adiou o lançamento do single para 4 de maio após a morte de seu pai. A música alcançou o número quatro no Gaon Digital Chart e o número nove no World Digital Songs Chart da Billboard. Em novembro de 2020, Taeyeon lançou seu segundo EP em japonês #GirlsSpkOut. A faixa-título de mesmo nome, contou com a rapper japonesa Chanmina, marcando a primeira colaboração japonesa de Taeyeon. No mesmo período, Taeyeon se tornou membro regular do elenco do programa de variedades musicais da tvN, Amazing Saturday - DoReMi Market.
Taeyeon lançou seu quarto EP em coreano, What Do I Call You, em 15 de dezembro de 2020. O álbum alcançou o quarto lugar no Gaon Album Chart e vendeu mais de 120.000 unidades na Coréia do Sul, tornando Taeyeon a primeira artista feminina a ter cinco álbuns diferentes com mais de 100.000 unidades vendidas na parada.
Em 18 de maio de 2021, Taeyeon fez participação especial na faixa "If I Could Tell You" de Taemin, lançada no mini-álbum Advice.
Em 6 de julho de 2021, Taeyeon lançou seu novo single digital "Weekend". O single alcançou o número quatro no Gaon Digital Chart e no Billboard K-pop Hot 100 Chart. No mês seguinte, ela se juntou ao programa de variedades de viagens Petkage ao lado de seu colega de empresa, Kim Hee-chul.
Em 30 de agosto de 2021, Taeyeon fez participação especial no pré-single de Key, "Hate That...". Em 28 de novembro de 2021, Taeyeon gravou "Little Garden" para o drama de televisão da tvN Jirisan. Em 27 de dezembro de 2021, Taeyeon foi revelada como membro do supergrupo Got the Beat ao lado de sua colega de grupo Hyoyeon. O grupo estreou em 3 de janeiro de 2022.
Em 17 de janeiro de 2022, Taeyeon lançou seu novo single digital "Can't Control Myself", como pré-single para seu terceiro álbum de estúdio, INVU, que foi lançado em 14 de fevereiro.

## Discografia
- My Voice (2017)
- Purpose (2019)
- INVU (2022)

## Turnês e concertos
| Turnês coreanas - Butterfly Kiss (2016) - The Magic of Christmas Time (2017) Turnês asiáticas - Persona (2017) - 's... Taeyeon Concert (2018–2019) - The Unseen (2020) Turnês japonesas - Japan Tour 2019 ~Signal~ (2019) | - SMTOWN Live Culture Humanity (2021) - SMTOWN Live 2022: SMCU Express at Kwangya (2022) |

## Filmografia

### Cinema
| Ano  | Título            | Papel       | Notas                                | Ref.    |
| ---- | ----------------- | ----------- | ------------------------------------ | ------- |
| 2010 | Despicable Me     | Margo (voz) | versão coreana                       | [ 155 ] |
| 2012 | I Am              | Ela mesma   | filme biográfico da SM Town          | [ 156 ] |
| 2013 | Despicable Me 2   | Margo (voz) | versão coreana                       | [ 157 ] |
| 2014 | My Brilliant Life | Ela mesma   | participação (com Tiffany e Seohyun) | [ 158 ] |
| 2015 | SMTown The Stage  | Ela mesma   | fime-documentário da SM Town         | [ 159 ] |

### Séries de televisão
| Year | Title                           | Network | Role                                    | Notes                | Ref. |
| ---- | ------------------------------- | ------- | --------------------------------------- | -------------------- | ---- |
| 2007 | Unstoppable Marriage            | KBS     | Gangue das 7 princesas de Bulgwang-dong | participação (Ep.64) |      |
| 2012 | Salamander Guru and The Shadows | SBS     | Ela mesma                               | participação (Ep.3)  |      |
| 2015 | The Producers                   | KBS2    | Ela mesma                               | participação (Ep.1)  |      |

### Programas de televisão
| Ano                | Título                      | Emissora | Papel                    | Notas                                           | Ref.    |
| ------------------ | --------------------------- | -------- | ------------------------ | ----------------------------------------------- | ------- |
| 2009               | We Got Married: temporada 1 | MBC      | Membro do elenco         | com Jung Hyung-don (Ep. 42–54)                  |         |
| 2010               | Win Win                     | KBS      | Co-apresentadora         | com Wooyoung                                    |         |
| 2012–13            | Show! Music Core            | MBC      |                          | com Tiffany e Seohyun                           |         |
| 2015               | Daily Taengoo Cam           | OnStyle  |                          | seu primeiro reality show                       |         |
| 2019               | Begin Again: temporada 3    | JTBC     | Membro da segunda equipe | Ep. 7–12                                        |         |
| 2019               | Fashionista Taengoo         | V Live   |                          |                                                 |         |
| 2020               | Fashionista Taengoo         | V Live   |                          |                                                 |         |
| Taeyeon Beauty Log | Mnet                        |          |                          |                                                 |         |
| 2020–presente      | DoReMi Market               | tvN      | Membro do elenco         | Ep. 135–presente                                | [ 160 ] |
| 2021               | Petkage                     | JTBC     | Co-apresentadora         | Com Kim Hee-chul, Kang Ki-young e Hong Hyun-hee |         |
| 2022               | Queendom 2                  | Mnet     | Apresentadora            |                                                 |         |

### Programas de rádio
| Ano     | Título                               | Emissora | Função           | Notas      | Ref. |
| ------- | ------------------------------------ | -------- | ---------------- | ---------- | ---- |
| 2008–09 | Kangin and Taeyeon's Chin Chin Radio | MBC      | Co-apresentadora | com Kangin |      |
| 2009–10 | Taeyeon's Chin Chin Radio            | MBC      | Apresentadora    |            |      |

### Teatro
| Ano  | Título       | Papel | Notas                 | Ref.    |
| ---- | ------------ | ----- | --------------------- | ------- |
| 2010 | Midnight Sun | Kaoru | protagonista feminina | [ 161 ] |